# Oulad Amrane El Mekki
Oulad Amrane el Mekki är en ort i Marocko.   Den ligger i regionen Tanger-Tétouan-Al Hoceïma, 160 km nordost om huvudstaden Rabat.